# الشرف (الطويلة)

تعديل مصدري - تعديل

الشرف هي إحدى قرى عزلة بني الذولاني بمديرية الطويلة التابعة لمحافظة المحويت، بلغ تعداد سكانها 162 نسمة حسب تعداد اليمن لعام 2004.